# Acritus mulleri
Acritus mulleri är en skalbaggsart som beskrevs av Yves Gomy 2007. Acritus mulleri ingår i släktet Acritus och familjen stumpbaggar. Inga underarter finns listade i Catalogue of Life.